# Metaliteratura
Metaliteratura – teksty literackie będące wypowiedziami o literaturze. Zalicza się do nich np. powieści zawierające traktaty na temat poetyki powieściowej, poematy wykładające reguły poezji, dzieła dramatyczne, w których toczą się dysputy o sztuce dramaturgicznej lub utwory autotematyczne, tzn. takie, w których narracja odnosi się do nich samych.
Kategoria metaliteratury obejmuje, w szerszym rozumieniu, także wypowiedzi autorów, w których znaleźć można komentarze do ich własnej i cudzej twórczości. Zalicza się do niej również programy i manifesty literackie, a także przekazy krytycznoliterackie takie, jak recenzje bądź eseje.
W rozumieniu najszerszym do metaliteratury, oprócz wyżej wymienionych, należą dzieła literackie, w których nacisk położony jest na moment gry z innymi utworami lub z konwencją literacką. Teksty takie wyraźnie naśladują bądź przekształcają szablony ujęć literackich (stylistycznych, kompozycyjnych, tematycznych czy gatunkowych), a co za tym idzie – w jakiś sposób manifestują swoje położenie intertekstualne w świecie literatury (np. przez stylizację, parodię, pastisz, parafrazy, cytaty).
Metaliterackość w najszerszym sensie w pewnym stopniu charakteryzuje każde dzieło, lecz do metaliteratury zalicza się tylko te, w których wspomniana cecha jest szczególnie eksponowana i stanowi podstawowy aspekt ich struktury.